# Vicksburg
Vicksburg je město ve Spojených státech amerických. Nachází se v okrese Warren County ve státě Mississippi, přičemž je zároveň správním městem tohoto okresu. Ve městě žije přibližně 22 tisíc obyvatel a jeho rozloha činí 5,4 km². Leží na řece Mississippi, a to konkrétně na útesu na jejím východním břehu. 
Poprvé bylo místo, kde se dnes město nachází, osídleno v roce 1719 Francouzi, nicméně osada byla tehdy terčem útoků ze strany domorodých Načezů. Během americké občanské války byl Vicksburg klíčovým přístavem, přičemž v roce 1863 zde došlo k obléhání Vicksburgu, přičemž společně s bitvou u Gettysburgu bylo obléhání jednou ze zásadních událostí vedoucích ke konci války a vítězství Unie. V letech 1987 až 1875 se ve městě odehrál Masakr ve Vicksburgu, při kterém místní rasisté zavraždili 150 až 300 černochů. Většinu (v roce 2020 asi 67 %) obyvatel města dnes tvoří Afroameričané.

## Rodáci
- Willie Dixon (1915–1992) – americký bluesový basista, skladatel a zpěvák
- Hank Jones (1918–2010) – americký jazzový klavírista a skladatel
- Katherine Bailess (* 1980) – americká herečka
- Milt Hinton (1910–2000) – americký jazzový kontrabasista a fotograf